# شیمی خاک (کتاب)
شیمی خاک (کتاب) کتابی از هینریش بوهن، اوکانر مک نیل با ترجمهٔ حسام مجللی است که در سال ۱۳۶۶ منتشر و در مراسم کتاب سال جمهوری اسلامی ایران به‌عنوان کتاب شایسته تقدیر معرفی شد.